# زمین‌لرزه ۱۹۲۴ ژاپن
زمین‌لرزه ژاپن  در تاریخ ۱۴ ژانویه ۱۹۲۴ میلادی، برابر با ‎۲۳ دی ۱۳۰۲، ساعت ۲۰:۵۰:۰۰ به زمان یوتی‌سی در ژاپن رخ داد. ژرفای این زلزله ۵ کیلومتر بود. بزرگی آن ۷٫۳ در مقیاس بزرگای سازمان هواشناسی ژاپن (Mj) اعلام شده‌است. زمین‌لرزه به وقت محلی در روز سه‌شنبه، ساعت ۵ روی داده و منطقه زمانی آن یوتی‌سی +۹ بوده‌است .
شمار کشتگان زلزله حدود ۱۹ نفر بوده‌است.تعداد زخمیان ۶۳۸ نفر برآورده شده‌است.